# NGC 469
NGC 469 (другие обозначения — MCG 2-4-23, ZWG 436.24, PGC 4753) — линзовидная галактика в созвездии Рыбы. Открыта Альбертом Мартом в 1864 году, описывается Дрейером как «очень тусклый, маленький объект круглой формы».
До 2005 года галактика NGC 469 не была объектом пристального изучения. NGC 469 относится к одной из типичных компактных галактик. Темпы звездообразования оцениваются 1.3 ± 0.1 M⊙ в год. Предположительно через 1 млрд лет после исчерпания запасов газа NGC 469 проэволюционирует в карликовую эллиптическую галактику.
Этот объект входит в число перечисленных в оригинальной редакции «Нового общего каталога».